# لوئیس آلبرتو
لوئیس آلبرتو رومرو (انگلیسی: Luis Alberto Romero؛ زاده ۲۸ سپتامبر ۱۹۹۲) بازیکن فوتبال اهل اسپانیا است که برای باشگاه الدحیل  بازی می‌کند. او سابقه بازی در لیورپول ، سویا، بارسلونا بی و لیورپول را دارد.